# Barrio de Muñó

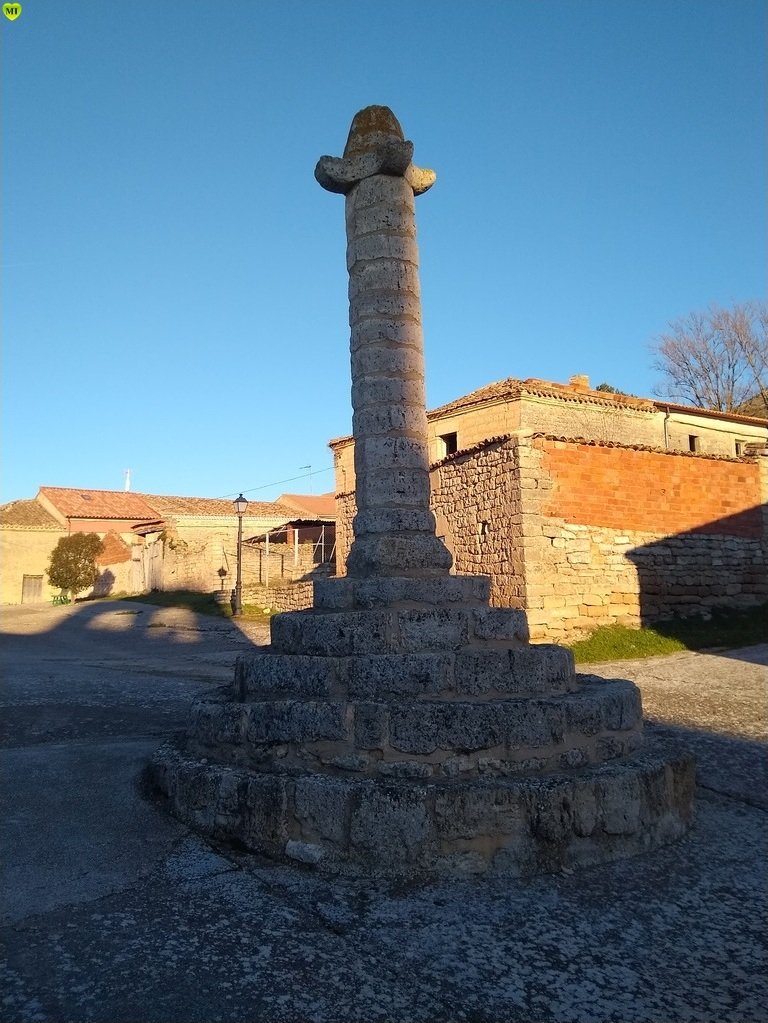
Rollo

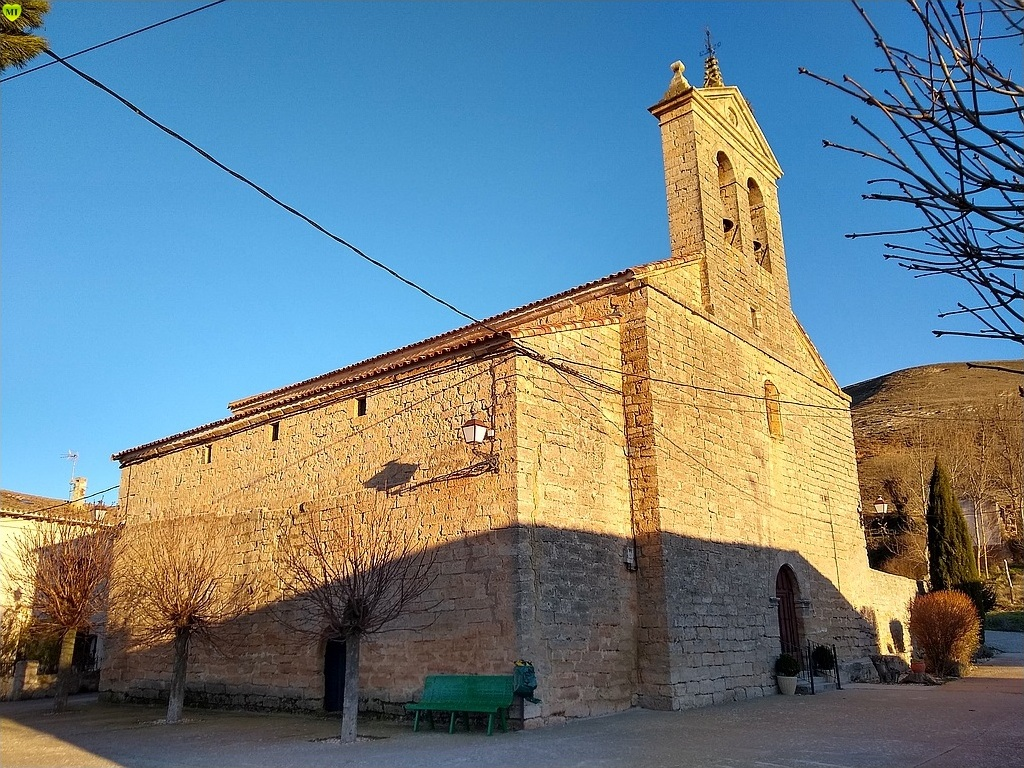
Iglesia de San Pedro Advíncula

Barrio de Muñó es una localidad y municipio situado en la provincia de Burgos, en la comunidad autónoma de Castilla y León (España). En 2024 contaba con 32 habitantes censados, según los datos oficiales del INE. 

## Geografía
Tiene un área de 3,88 km² con una población de 32 habitantes (INE 2024) y una densidad de 8,25 hab/km².

## Demografía
Barrio de Muñó cuenta con una población de 32 habitantes (INE 2024).
| Gráfica de evolución demográfica de Barrio de Muñó entre 1842 y 2021                                                  |
| |
| Población de derecho según los censos de población del INE. Población de hecho según los censos de población del INE. |

| 1991 |  | 1996 |  | 2001 |  | 2004 |  | 2007 |  | 2018 |
| ---- |  | ---- |  | ---- |  | ---- |  | ---- |  | ---- |
| 36   |  | 35   |  | 33   |  | 32   |  | 32   |  | 33   |

## Mancomunidad
Pertenece a la mancomunidad del Bajo Arlanza.